# Ugni candollei
Ugni candollei, murta blanca, murtilla blanca o tautau es un pequeño arbusto de la familia de las mirtáceas.

## Descripción
Ugni candollei es un arbusto perenne. Su altura máxima puede llegar hasta los 2 metros en estado salvaje. La corteza joven de las ramas, hojas, tallos y los frutos son peludos. Los filotaxis son dispuestos, de hojas simples con un color verde oscuro brillante, lanceoladas, con una nervadura central menor. El pecíolo mide de 1 a 3 mm de largo; la hoja de 1 a 3 cm de largo y 0,4 a 0,7 cm de ancho.
Las flores son hermafroditas, pequeñas y colgantes, poseen entre 4 y 5 pétalos. Los sépalos están fusionados. Los pétalos blancos puros miden de 6 a 9 mm de tamaño. Hay entre 50 y 120 estambres, de 2 a 3 milímetros de largo.
El fruto tiene un diámetro de 5 a 15 mm y cuando está maduro adopta un color rojo claro.

## Distribución
Esta especie se puede encontrar entre la Región del Maule y la Región de Los Lagos; también en lugares húmedos, cerca de la costa.

## Usos
Su fruto silvestre es comestible; su sabor suele ser más suave que el fruto de Ugni molinae (murtilla chilena).
Se utiliza como planta ornamental.